# FA Cup 1921/1922
Čtyřicátý šestý ročník FA Cupu (anglického poháru) se konal od 10. září 1921 do 29. dubna 1922.
Trofej získal poprvé v klubové historii Huddersfield Town AFC, který ve finále porazil Preston North End FC 1:0.